# The Dells
The Dells var en amerikansk vokal soul och doo wop-grupp som bildades i Chicago, Illinois 1952. The Dells var en av de framgångsrika grupperna i genren, med längst karriär, och de hade inte bytt en enda medlem i gruppen mellan 1960 och 2009. Gruppen slutade uppträda 2012.
The Dells hade sina största framgångar kring decennieskiftet 1970 med låtar som "Stay In My Corner", "Oh, What A Night" och "Nadine".
De blev invalda i Rock and Roll Hall of Fame år 2004.

## Medlemmar
- Marvin Junior (f. 31 januari 1936 i Arkansas – d. 29 maj 2013) - bariton, ledsång (1952-1958, 1960–2012)
- Verne Allison (f. 22 juni 1936 i Chicago) - tenor, bakgrundssång (1952-1958, 1960-2012)
- Mickey McGill (f. 17 februari 1937 i Chicago) - bariton, bakgrundssång (1952–1958, 1960-2012)
- Chuck Barksdale (f. 11 juni 1935 i Chicago) - bas, bakgrundssång (1952–1958, 1960-2012)
- Johnny Funches (f. 18 juli 1935 Chicago – d. 23 januari 1998) - tenor, ledsång (1952–58, 1960-1961)
- Lucius McGill (f. 1935 Chicago–2014) - tenor, bakgrundssång (1952–54)
- Johnny Carter (f. 2 juni 1934 i Chicago – d. 21 augusti 2009) - tenor, falsett, ledsång (1961–2009)

## Diskografi
Studioalbum
- 1959 - Oh, What a Nite
- 1965 - It's Not Unusual
- 1968 - There Is
- 1969 - Musical Menu
- 1969 - Love Is Blue
- 1970 - Like It Is, Like It Was
- 1971 - Freedom Means
- 1972 - The Dells Sing Dionne Warwicke's Greatest Hits
- 1972 - Sweet as Funk Can Be
- 1973 - Give Your Baby a Standing Ovation
- 1973 - The Dells
- 1974 - The Dells vs. The Dramatics
- 1974 - The Mighty Mighty Dells
- 1975 - We Got to Get Our Thing Together
- 1976 - No Way Back
- 1977 - They Said It Couldn't Be Done, But We Did It!
- 1978 - Love Connection
- 1978 - New Beginnings
- 1979 - Face to Face
- 1980 - I Touched a Dream
- 1981 - Whatever Turns You On
- 1984 - One Step Closer
- 1989 - The Second Time
- 1992 - I Salute You
- 2000 - Reminiscing
- 2002 - Open Up My Heart: The 9/11 Album

Singlar (urval)
- 1956 - Oh What a Nite (US #4)
- 1965 - Stay in My Corner (US R&B #23)
- 1967 - O-O, I Love You (US R&B #22	)
- 1968 - There Is (US #20, US R&B #11)
- 1968 - Wear It on Our Face (US #44, US R&B #27)
- 1968 - Stay in My Corner (nyinspelad version) (US #10, US R&B #1)
- 1968 - Always Together (US #18, US R&B #3)
- 1968 - Does Anybody Know I'm Here (US #38, US R&B #15)
- 1969 - Hallways of My Mind (A-sida) (US R&B #44)
- 1969 - I Can't Do Enough (B-sida) (US R&B #20)
- 1969 - I Can Sing a Rainbow / Love is Blue (US #22, US R&B #5)
- 1969 - Oh, What a Night (nyinspelning) (US #10, US R&B #1)
- 1969 - On the Dock of the Bay (US #42, US R&B #13)
- 1970 - Oh What a Day (US #43, US R&B #10)
- 1970 - Open Up My Heart (US R&B #5)
- 1970 - Nadine (US R&B #5)
- 1970 - Long Lonely Nights (US R&B #27)
- 1971 - The Glory of Love (US R&B #30)
- 1971 - The Love We Had (Stays on My Mind) (US #30, US R&B #8)
- 1972 - Oh, My Dear (A-sida) (US R&B #36	)
- 1972 - It's All Up to You (B-sida) (US R&B #23)
- 1972 - Just as Long as We're in Love (US #35)
- 1973 - Give Your Baby a Standing Ovation (US #34, US R&B #3)
- 1973 - My Pretending Days Are Over (US R&B #10)
- 1974 - I Miss You (US R&B #8)
- 1974 - I Wish It Was Me You Loved (US R&B #11)
- 1974 - Learning to Love You Was Easy (It's So Hard Trying to Get Over You) (US R&B #18)
- 1975 - Love Is Missing from Our Lives (med The Dramatics)	 (US R&B #46)
- 1975 - We Got to Get Our Thing Together (US R&B #17)
- 1976 - Slow Motion (US R&B #49)
- 1977 - Our Love (US R&B #20)
- 1977 - Betcha Never Been Loved (Like This Before) (US R&B #29)
- 1978 - Super Woman (US R&B #24)
- 1979 - (You Bring Out) The Best in Me (US R&B #34)
- 1980 - I Touched a Dream (US R&B #17)
- 1984 - You Just Can't Walk Away (US R&B #23)
- 1984 - One Step Closer (US #46)
- 1991 - A Heart Is a House for Love (US R&B #13)